# Bartolomeo Bonascia
Bartolomeo Bonascia, Bonasia ou De Bonasciis (Modène, 1450 – 1527) est un architecte et un peintre italien de la Renaissance italienne.

## Biographie
Il existe peu de documents sur la vie de Bartolomeo Bonascia, qui est considéré avec les frères Agnolo et Bartolomeo degli Erri, le plus important protagoniste de la peinture du Quattrocento à Modène.
Il existe néanmoins quelques témoignages de son activité comme le tableau Le Christ mort soutenu par la Vierge et saint Jean datée de 1485 et conservée au couvent Saint-Vincent, signée « Bartholomeus De Bonasciis ». La peinture est caractérisée par la force expressive des personnages, la pureté des formes et des volumes, la plasticité et la perspective inspirée par Piero della Francesca un moment actif en Émilie-Romagne. On note aussi les influences pour les représentations paysagistes de l'école de Ferrare et de Venise.
Une Pietà datée de 1485, caractérisée par la clarté des couleurs et par les effets lumineux est conservée à la Galleria Estense.
En tant qu'architecte on garde de lui, entre autres, le projet de la coupole (1508) de la tour de l'horloge du palais communal de Modène.

## Œuvres
À Modène
- Le Christ mort soutenu par la Vierge et saint Jean (1485), couvent Saint-Vincent.
- Pietà (1485), Galleria Estense,
- Les Saints Roche et Sébastien,
- Complainte sur le Christ mort,